# فراشة نطاطة عشبية
تحت فصيلة هيسبيرييني أو الفراشات النطاطة المطوقة (الاسم العلمي: Hesperiinae)، فُصيلة حشرات فراشية من فصيلة الفراشات النطاطة. صُنفت على أنها فُصيلة بواسطة Pierre André Latreille في 1809.